# Liste der internationalen Gesangswettbewerbe für klassische Musik
In der Liste der internationalen Gesangswettbewerbe für klassische Musik werden Musikwettbewerbe für Sänger aufgeführt, die in den Kategorien Opernarie, Operette, Oratorium und Lied antreten.

## Auswahl und Beschreibung
In der Liste sind alle Gesangswettbewerbe aufgeführt, deren Ausrichter Mitglied in der Fédération Mondiale des Concours Internationaux de Musique (FMCIM) ist, ansonsten nur wenn der Wettbewerb:
- mindestens eine eigene Wertungskategorie Sologesang von klassischer Musik hat, und
- offen für Sänger aus verschiedenen Institutionen ist, also nicht auf die Absolventen einer bestimmten Musikhochschule oder das Ensemble einer bestimmten Oper beschränkt ist, und
- offen für internationale Teilnehmer ist, sowohl die Staatsbürgerschaft als auch den Wohnsitz betreffend, und
- auch in erheblichem Umfang internationale Teilnehmer hat, d. h. dass die internationale Offenheit nicht nur theoretisch bleibt,
- bereits mindestens dreimal vergeben wurde, und dessen
- Erstvergabe mindestens fünf Jahre zurückliegt, und
- in Listen angesehener klassischer Musikwettbewerbe in Fachzeitschriften o. ä. aufgeführt ist

In der Spalte Wettbewerbskategorien werden nur jene Wertungen aufgeführt und gezählt, die klassischen Gesang beinhalten. Die Jahreszahl in der Spalte Erstvergabe bezieht sich auf das Jahr der Erstvergabe im Fach klassischer Gesang, ein Wettbewerb kann in anderen Kategorien schon eine längere Tradition besitzen, so wie im Fall des Concours Reine Elisabeth. Die Jahreszahl in der Spalte FMCIM ist das Beitrittsdatum zum FMCIM, falls der Ausrichter FMCIM-Mitglied ist.

## Liste der Gesangswettbewerbe
| Wettbewerb | Ort                         | Land           | Erstvergabe                   | Frequenz                                 | Wettbewerbskategorien / Bemerkungen                                                                                                 | FMCIM |
| --- | --------------------------- | -------------- | ----------------------------- | ---------------------------------------- | --- | ----- |
| Internationaler Gesangswettbewerb „Francisco Viñas“                                                                              | Barcelona                   | Spanien        | 1963                          | Jährlich                                 | Zwei: Gesang Männer und Gesang Frauen, dazu Sonderpreise.                                                                           | 1983  |
| Internationaler Gesangswettbewerb in Bilbao                                                                                      | Bilbao                      | Spanien        | 1986                          | Alle zwei Jahre (bis 2000 jährlich)      | Zwei: Gesang Männer und Gesang Frauen, dazu Sonderpreise.                                                                           | 1988  |
| Concours Reine Elisabeth | Brüssel                     | Belgien        | 1988                          | Alle vier Jahre                          | Eine Rangliste für Damen und Herren gemeinsam, daneben Sonderwertungen.                                                             | 1957  |
| Internationaler Komitas Wettbewerb                                                                                               | Berlin, Schloss Prötzel     | Deutschland    | ??                            | Jährlich                                 | [ 4 ] | Nein  |
| Internationaler Wettbewerb der Verdi-Stimmen                                                                                     | Busseto                     | Italien        | 1960                          | Jährlich                                 | Regione Parma | Nein  |
| BBC Cardiff Singer of the World                                                                                                  | Cardiff                     | Großbritannien | 1983                          | Alle zwei Jahre                          | Zwei: Arie und Lied, je Damen und Herren gemeinsam.                                                                                 | Nein  |
| Internationaler Gesangswettbewerb „Alexander Girardi“                                                                            | Coburg                      | Deutschland    | 1992                          | Alle drei Jahre                          | Eine: Oper und Operette, Damen und Herren gemeinsam.                                                                                | 2001  |
| Internationaler Schubert-Wettbewerb Dortmund                                                                                     | Dortmund                    | Deutschland    | 1987 (Klavier) 2009 (LiedDuo) | Alle zwei Jahre, LiedDuo alle vier Jahre | Ein/e Liedsänger/in und ein Pianist/in gemeinsam                                                                                    | 1995  |
| Competizione dell’ Opera | Dresden                     | Deutschland    | 1996                          | Jährlich                                 | Eine: Damen und Herren gemeinsam.                                                                                                   | Nein  |
| Concours de Genève | Genf                        | Schweiz        | 1939                          | Alle zwei Jahre                          | Eine: Damen und Herren gemeinsam.                                                                                                   | 1957  |
| International vocal competition                                                                                                  | Graz                        | Österreich     | 2024                          | N.N.                                     | Zwei: Gesang Frauen und Gesang Männer                                                                                               | Nein  |
| Internationaler Kammermusikwettbewerb Franz Schubert und die Musik der Moderne                                                   | Graz                        | Österreich     | 1989                          | Alle drei Jahre                          | Eine: Duo für Gesang und Klavier (Lied), Damen und Herren gemeinsam.                                                                | 1990  |
| Internationaler Gesangswettbewerb Neue Stimmen                                                                                   | Gütersloh                   | Deutschland    | 1987                          | Alle zwei Jahre                          | Eine: Damen und Herren gemeinsam.                                                                                                   | Nein  |
| DAS LIED International Song Competition                                                                                          | Heidelberg (vorher Berlin)  | Deutschland    | 2009                          | Alle zwei Jahre                          | Eine: Duo für Gesang und Klavier, Damen und Herren gemeinsam.                                                                       | Nein  |
| Internationaler Mirjam-Helin-Gesangswettbewerb                                                                                   | Helsinki                    | Finnland       | 1984                          | Alle fünf Jahre                          | Zwei: Gesang Frauen und Gesang Männer.                                                                                              | 1987  |
| Internationaler Gesangswettbewerb von ’s-Hertogenbosch                                                                           | ’s-Hertogenbosch            | Niederlande    | 1954                          | Jährlich                                 | Einer: Oper-, Lied- und Oratoriumgesang Damen und Herren gemeinsam.                                                                 | 1959  |
| Internationaler Cesti-Wettbewerb                                                                                                 | Innsbruck                   | Österreich     | 2010                          | Jährlich                                 | Eine: Barockoper, Damen und Herren gemeinsam                                                                                        | Nein. |
| Tiroler Klassik Sängerpreis | Innsbruck                   | Österreich     | 2016                          | alle zwei Jahre                          | Zwei: Hauptpreis und Förderpreis | Nein. |
| Internationaler Antonín-Dvořák-Wettbewerb                                                                                        | Karlovy Vary                | Tschechien     | 1966                          | Jährlich                                 | Drei: Operngesang Frauen, Operngesang Männer und Liedvortrag. Dazu Juniorpreis und Sonderpreise.                                    | Nein  |
| Internationaler Musikwettbewerb Köln                                                                                             | Köln                        | Deutschland    | 1997                          | Gesang alle vier Jahre                   | Eine: Damen und Herren gemeinsam.                                                                                                   | 1988  |
| Internationaler Johann-Sebastian-Bach-Wettbewerb                                                                                 | Leipzig                     | Deutschland    | 1950                          | Gesang alle vier Jahre                   | Eine: Damen und Herren gemeinsam.                                                                                                   | 1965  |
| Loren-Zachary-Gesangswettbewerb                                                                                                  | Los Angeles                 | USA            | 1973                          | Jährlich                                 | Eine: Sängerinnen und Sänger gemeinsam.                                                                                             |       |
| Internationaler Joaquín-Rodrigo-Wettbewerb                                                                                       | Madrid                      | Spanien        | 2000                          | Jährlich                                 | Eine: Gesang, daneben noch Gitarre.                                                                                                 | 2008  |
| Concours International d’Opera de Marseille                                                                                      | Marseille                   | Frankreich     | 1982                          | Alle zwei Jahre                          | Eine: Gesang (Arien), Damen und Herren gemeinsam.                                                                                   | 1997  |
| Tschaikowsky-Wettbewerb | Moskau                      | Russland       | 1958                          | Alle vier Jahre                          | Zwei: Gesang Männer und Gesang Frauen.                                                                                              | 1998  |
| Internationaler Musikwettbewerb der ARD                                                                                          | München                     | Deutschland    | 1954                          | Gesang alle drei Jahre                   | Zwei: Gesang Frauen und Gesang Männer.                                                                                              | 1957  |
| Internationaler Gesangswettbewerb Vocal genial der Konzertgesellschaft München in Kooperation mit dem Münchner Rundfunkorchester | München                     | Deutschland    | 2007                          | Operngesang alle zwei Jahre              | Zwei: Gesang Frauen und Gesang Männer.                                                                                              | nein  |
| Internationaler Gesangswettbewerb der Albanese-Puccini-Stiftung                                                                  | New York                    | USA            | 1994                          | Jährlich                                 | Eine: Sängerinnen und Sänger gemeinsam, allerdings vier bis fünf erste Preise.                                                      |       |
| Internationaler Wilhelm-Stenhammar-Musikwettbewerb                                                                               | Norrköping                  | Schweden       | 2006                          | Alle zwei Jahre                          | Eine: Damen und Herren gemeinsam.                                                                                                   | 2009  |
| Internationaler Ada-Sari-Wettbewerb der Vokalkunst                                                                               | Nowy Sącz                   | Polen          | 1985                          | Alle zwei Jahre                          | Zwei: Gesang Damen und Gesang Herren.                                                                                               | Nein  |
| Internationaler Königin-Sonja-Musikwettbewerb                                                                                    | Oslo                        | Norwegen       | 1995                          | Alle zwei Jahre                          | Eine: Damen und Herren gemeinsam.                                                                                                   | 1993  |
| Julián-Gayarre-Gesangswettbewerb                                                                                                 | Pamplona                    | Spanien        | 1986                          | Alle zwei Jahre                          | Eine: Gesang für Damen und Herren. Wettbewerb findet alternierend zum Internationalen Violinistenwettbewerb „Pablo Sarasate“ statt. | 1995  |
| Operalia | Wechselnd, Sitz Paris       | Frankreich     | 1993                          | Jährlich                                 | Zwei: Gesang (Arien) Männer und Gesang Frauen.                                                                                      | Nein  |
| Concorso Internazionale per Giovani Cantanti Lirici Riccardo Zandonai                                                            | Riva del Garda              | Italien        | 1980er oder 1990er Jahre      | Jährlich                                 | Eine: Damen und Herren gemeinsam.                                                                                                   | Nein  |
| Internationaler Gesangswettbewerb Kammeroper Schloss Rheinsberg                                                                  | Rheinsberg nördlich Berlins | Deutschland    | 1991                          | Jährlich                                 | Die zu besetzenden Partien aller Werke, ca. 20–30                                                                                   | Nein  |
| Internationaler Mozartwettbewerb                                                                                                 | Salzburg                    | Österreich     | 1975                          | Alle drei bis vier Jahre                 | Zwei: Sängerinnen und Sänger getrennt                                                                                               | 1990  |
| Internationaler Wettbewerb für Liedkunst                                                                                         | Stuttgart                   | Deutschland    | 1987                          | Alle drei Jahre                          | Zwei: Liedvortrag Männer und Liedvortrag Frauen.                                                                                    | Nein  |
| Internationaler Gesangswettbewerb von Toulouse                                                                                   | Toulouse                    | Frankreich     | 1954                          | Alle zwei Jahre (Bis 1996 jährlich)      | Zwei: Gesang (Arien) Männer und Gesang Frauen.                                                                                      | 1958  |
| Gian Battista Viotti International Music Competition                                                                             | Vercelli                    | Italien        | 1950                          | Jährlich                                 | Eine: Gesang, Damen und Herren gemeinsam.                                                                                           | 1957  |
| Internationaler Gesangswettbewerb von Verviers                                                                                   | Verviers                    | Belgien        | 1985                          | Alle zwei Jahre                          | Eine: Damen und Herren gemeinsam.                                                                                                   | 1982  |
| Internationaler Stanisław-Moniuszko-Gesangswettbewerb                                                                            | Warschau                    | Polen          | 1992                          | Alle drei Jahre                          | Eine: Damen und Herren gemeinsam.                                                                                                   | Nein  |
| Europäischer Operngesangswettbewerb DEBUT                                                                                        | Weikersheim                 | Deutschland    | 2002                          | Alle zwei Jahre                          | | Nein  |
| Internationaler Hans-Gabor-Belvedere-Gesangswettbewerb                                                                           | Wien                        | Österreich     | 1982                          | Jährlich                                 | Eine bzw. zwei: Oper (fallweise auch Operette), je Damen und Herren gemeinsam.                                                      | Nein  |
| Internationaler Hilde-Zadek-Gesangswettbewerb                                                                                    | Wien                        | Österreich     | 2003                          | Alle zwei Jahre                          | Eine: Gesang (Lieder und Arien), Damen und Herren gemeinsam.                                                                        | Nein  |
| Internationaler Robert-Schumann-Wettbewerb für Klavier und Gesang                                                                | Zwickau                     | Deutschland    | 1956                          | Alle vier Jahre                          | Zwei: Liedvortrag Damen und Liedvortrag Herren.                                                                                     | 1961  |
| Concours International pour chanteurs et pianistes accompagnateurs Nei Stemmen                                                   | Luxemburg                   | Luxemburg      | 2005                          | Jährlich                                 | Eine: Damen und Herren gemeinsam.                                                                                                   | Nein  |